# Liu Gaoyang
Pour les articles homonymes, voir Liu.
Dans ce nom chinois, le nom de famille, Liu, précède le nom personnel Gaoyang.
Liu Gaoyan est une pongiste chinoise né le 13 juin 1996. Participant au 2e Jeux olympiques de la jeunesse d'été de 2014 à l'âge de 18 ans, elle a remporté la médaille d'or face à Doo Hoi Kem, 4 set à 1 : sur l'ensemble de la compétition, elle n’a perdu que cinq sets en sept rencontres.
Son meilleur classement est no 28 mondiale en septembre 2014.

## Palmarès
- 2014 :  Simple aux Jeux olympiques de la jeunesse d'été de 2014